# Janet Klein
Janet Klein (ur. 1 listopada 1977 w Großbreitenbach) – niemiecka biathlonistka, złota i brązowa medalistka mistrzostw Europy. W swoim dorobku ma również dwa złote i srebrny medal mistrzostw świata juniorów.

## Osiągnięcia

### Mistrzostwa Europy
| Rok  | Miejsce       | IN | SP | PU | MS | RL |
| 2000 | Zakopane      | 12 |    |    |    | 3  |
| 2002 | Kontiolahti   | 11 | 43 |    |    | 1  |
| 2003 | Forni Avoltri | 7  | 8  | 10 |    | 5  |

### Mistrzostwa Świata Juniorów
| Rok  | Miejsce       | IN | SP | PU | MS | RL | BD |
| 1996 | Kontiolahti   |    |    |    |    | 1  | 1  |
| 1997 | Forni Avoltri |    | 9  |    |    | 2  |    |

IN – bieg indywidualny, SP – sprint, PU – bieg pościgowy, MS – bieg ze startu wspólnego, RL – sztafeta, Bieg Drużynowy

### Puchar Świata
| Sezon     | Miejsce |
| --------- | ------- |
| 1997/1998 | 57.     |
| 1998/1999 | 69.     |
| 1999/2000 | 70.     |